# 푸드창고
푸드창고(FCG)는 대한민국의 전자 상거래(E-Commerce) 업체이다.

## 연혁
- 2019년 5월 "푸드창고"라는 사명으로 냉동, 레토르트 식품을 전문적으로 판매하는 레토마켓을 서비스하기 시작했다.
- 2019년 3월 사명을 "푸드창고"으로 변경했다.
- 2018년 12월 ENGIST를 설립했다.